# Сармьенто, Мауро
Мауро Сармьенто (итал. Mauro Sarmiento, род. 10 августа 1983) — итальянский тхэквондист, бронзовый призёр Олимпийских игр в составе команды Италии на Олимпиаде 2012 года, участник игр 2008 года.

## Карьера
В 2008 году на Олимпийских играх в Пекине в весовой категории до 80 кг победил ивуарийца Себастьена Конана, американца Стивена Лопеса и британца Аарона Кука, а в финальной схватке он уступил иранцу Хади Саеи.
В 2012 году на Олимпийских играх в весовой категории свыше 80 кг победил киргиза Расула Абдураима, азербайджанца Рамина Азизова и в полуфинале проиграл бой испанцу Николасу Гарсие.
В рамках боёв за бронзу Мауро выиграл у афганца Несара Бахави.